# Dům Esplanade
Dům Esplanade, původního názvu Deutsches Haus (Německý dům), později Horův dům, stojí v centru lázeňské části Karlových Varů v městské památkové zóně na Staré louce č. 374/4. Dům byl postaven ve stylu secese v letech 1909–1910.

## Historie
Na místě dnešního objektu stával již v polovině 18. století dům Modrý jelen.
Zrealizovat na tomto místě novostavbu měl od roku 1897 v plánu majitel Sigmund Löwy. Chtěl zde zřídit pobočku České eskomptní banky. V roce 1897 vypracoval projekt pražský architekt Osvald Polívka a roku 1906 pak Eduard Rott. Stavba se však podle těchto projektů neuskutečnila. Realizovala se až v letech 1909–1910 v uměřenější formě secese podle návrhu karlovarského rodáka, architekta a stavitele Alfreda Bayera.
Roku 1911 byl do organismu domu zapojen i zadní dům čp. 355 Stadt Freiberg. V roce 1939 bylo upraveno přední průčelí a interiér pro filiálku Commerz und Privat Bank A. G. Hamburg-Berlin podle návrhu architekta Karla Ernstbergera.

## Ze současnosti
V roce 2014 byl dům uveden v Programu regenerace Městské památkové zóny Karlovy Vary 2014–2024 v části II. (tabulková část 1–5 Přehledy) v seznamu památkově hodnotných objektů na území MPZ Karlovy Vary se stavem vyhovujícím.

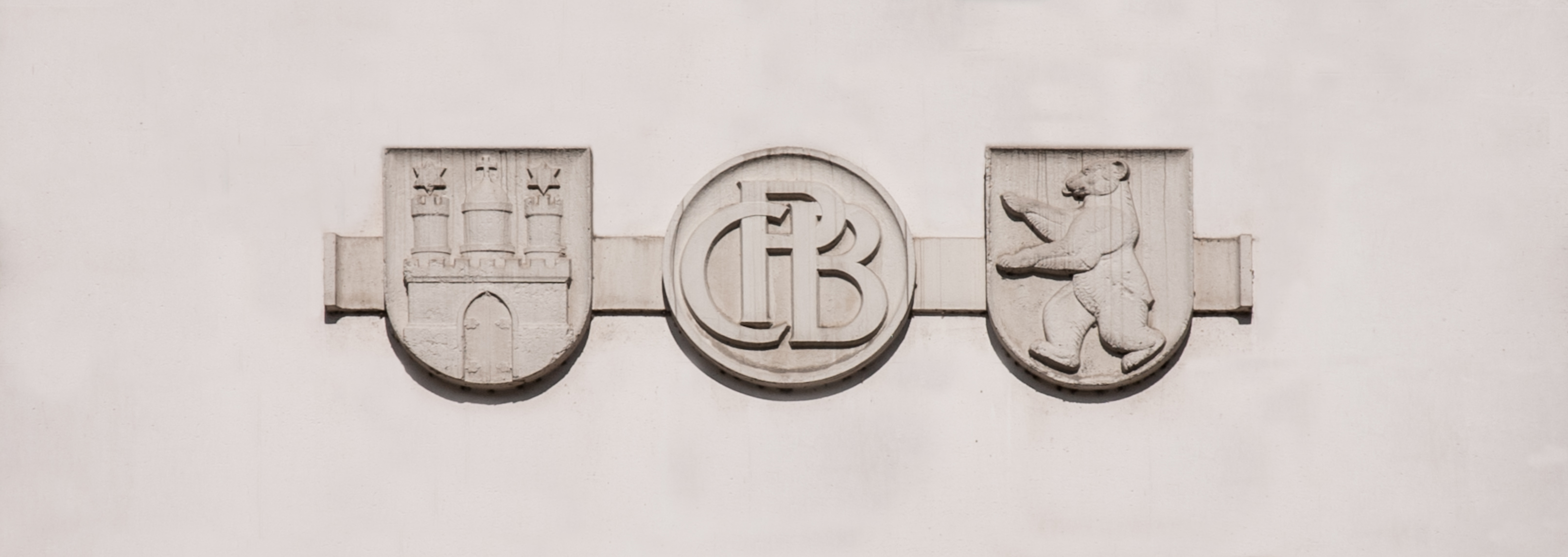
Znaky měst Hamburku a Berlína na fasádě domu

V současnosti (červen 2021) je dům evidován jako objekt k bydlení ve vlastnictví společnosti CALUMA a. s.

## Popis
Řadový čtyřpodlažní dům s uličním průčelím o čtyřech osách se nachází v historické části města v ulici Stará louka 374/4. Od prvního do třetího patra je v prostředních dvou osách arkýř, který mezi prvním a druhým patrem stále nese znaky měst Hamburku a Berlína.
Objekt sousedí z jedné strany s domem Bursa, na druhé stojí předsazený dům Mořská panna.  